# Ceriagrion citrinum
Ceriagrion citrinum là một loài chuồn chuồn kim trong họ Coenagrionidae.
Loài này staat op de Rode Lijst van de IUCN als kwetsbaar năm 2006.
Ceriagrion citrinum được miêu tả khoa học năm 1914 bởi Campion.